# Os grizzly
Ursus arctos horribilis és una subespècie de l'os bru (Ursus arctos). A Nord-amèrica se'ls coneix com a grizzlies.

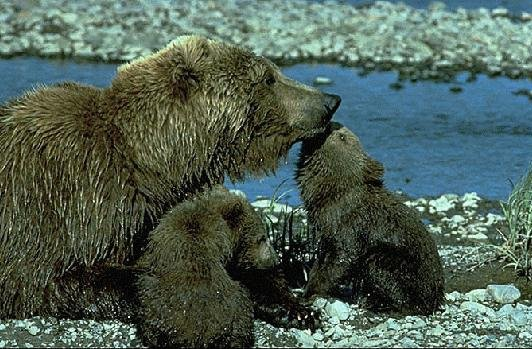
Mare amb els seus cadells a Alaska

## Descripció
- Els seus colors poden ser des del beix fins al marró groguenc, el marró fosc o el negre, sovint en funció de la ubicació geogràfica.
- Pot arribar a pesar entre 180 i 770 kg.
- Presenta dimorfisme sexual: els mascles poden ser 1,5-2 vegades la mida de la femella.
- Té una gepa distintiva entre les espatlles.[3][4]

## Reproducció
La femella madura sexualment al voltant dels 3-5 anys i, depenent del clima, es troba en zel tres setmanes durant el maig i el juliol. Encara que l'aparellament es produeixi en aquest temps, els òvuls fertilitzats no s'implantaran a l'úter fins a la tardor per a donar temps a les femelles a acumular una reserva de greix per a ella i els seus cadells de cara a la hibernació, ja que neixen entre el gener i el març. Les cries neixen cegues, sense pèl i pesant menys de 450 g. Deixen el cau a la primavera, quan assoleixen un pes d'uns 9 kg, i romandran amb sa mare durant, almenys, 2 anys.

## Alimentació
És omnívor i es nodreix de matèria vegetal (sobretot baies, com ara Vaccinium cyanococcus, Rubus fruticosus, Rubus spectabilis, Vaccinium oxycoccus i Vaccinium parvifolium), carronya, insectes, rosegadors, peixos (salmons), bisons, caribús, ants i, fins i tot, ossos negres americans.

## Distribució geogràfica
Es troba a Nord-amèrica.

## Longevitat
La seva esperança de vida és de 15-34 anys en estat salvatge i 47 en captivitat.

## Estat de conservació
Des de la dècada del 1800, la seva població s'ha reduït de més de 50.000 a 1.000-1.500 individus. Només a Alaska, el Canadà i el Parc Nacional de Yellowstone es considera que no es troba en perill.